# St. Hubertus (Niederlosheim)

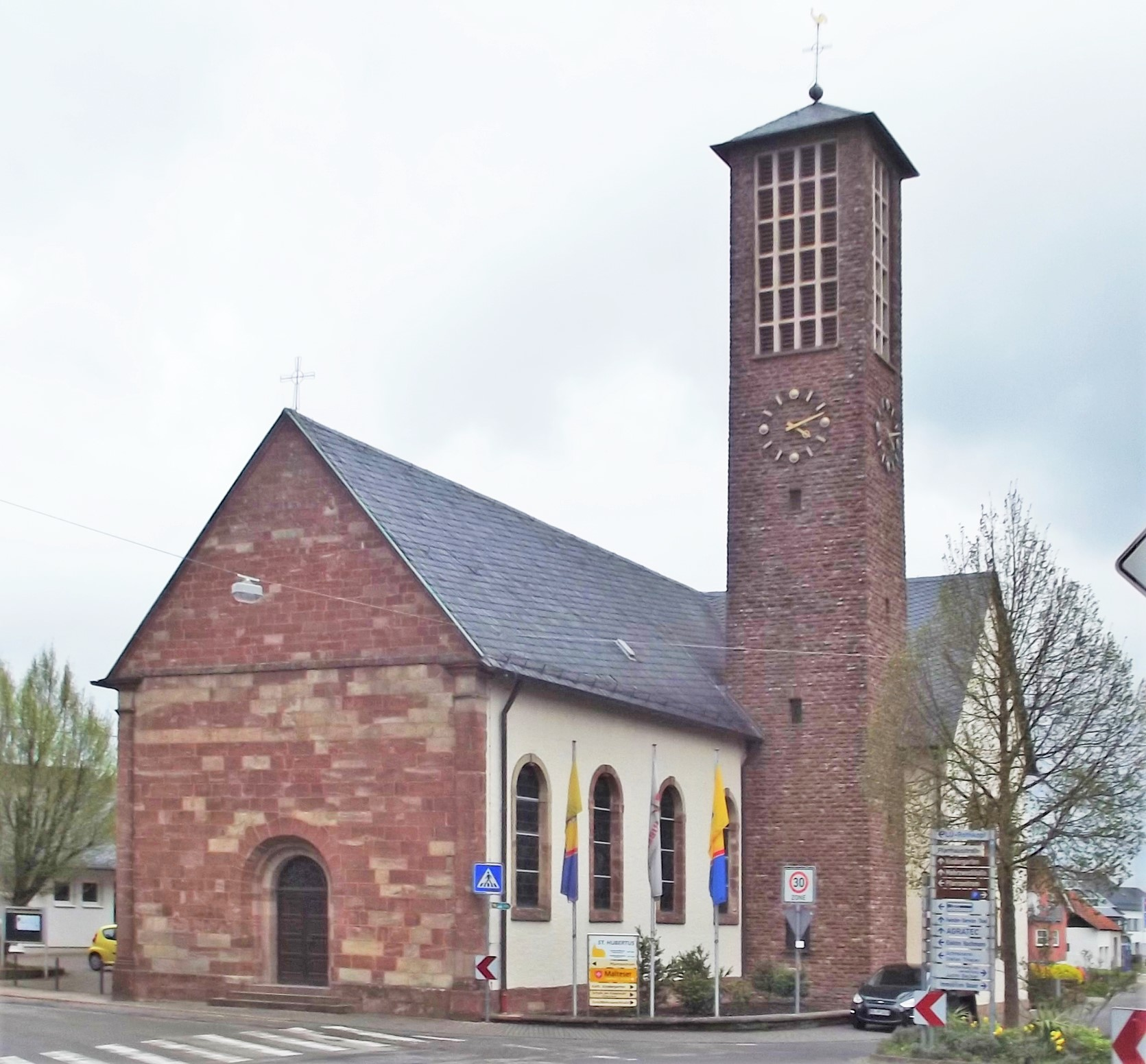
Die katholische Kirche St. Hubertus in Niederlosheim

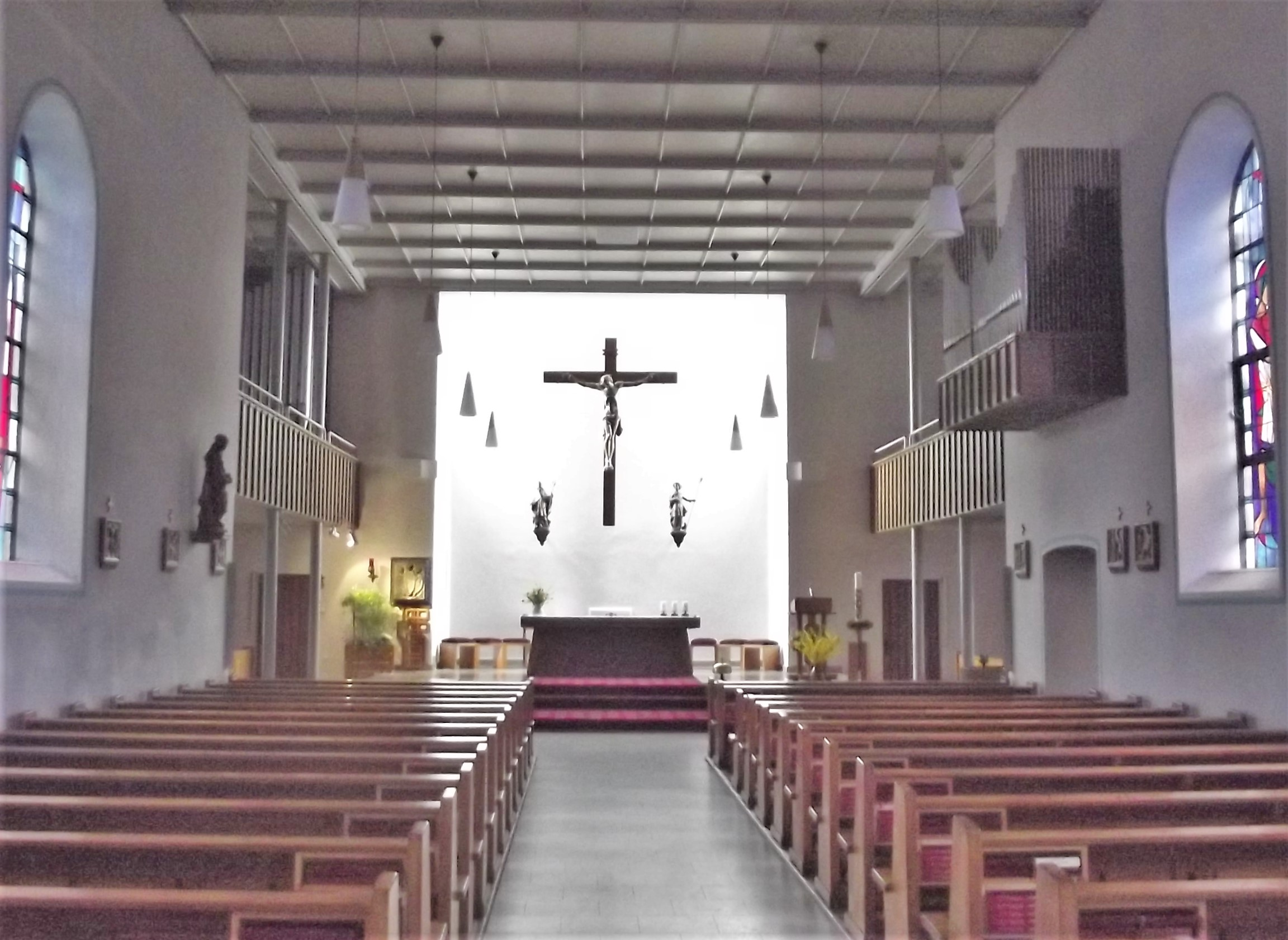
Blick ins Innere der Kirche

Die Kirche St. Hubertus ist eine dem heiligen Hubertus, dem Schutzheiligen der Jagd, geweihte katholische Kirche im saarländischen Niederlosheim, einem Ortsteil der Gemeinde Losheim am See im Landkreis Merzig-Wadern. In der Denkmalliste des Saarlandes ist das Kirchengebäude als Einzeldenkmal aufgeführt.

## Geschichte
Die Kirche wurde im Jahr 1763 erbaut. In den Jahren 1955 bis 1957 erfolgten Wiederaufbau- und Erweiterungsmaßnahmen nach Plänen des Architekten Schulz (Hilbringen).

## Kirchengebäude
Das Kirchengebäude ist gegliedert in ein vierachsiges Langhaus, gefolgt von einem Querhaus, an das sich wiederum ein dreiseitiger Chorraum mit geradem Abschluss anschließt. Daraus ergibt sich die Form eines lateinischen Kreuzes als Grundriss. An der Stelle, an der der südliche Querhausarm vom Langhaus abzweigt ist der Kirchturm in den sich daraus ergebenden Winkel gestellt. In den Querhausarmen befinden sich Emporen. Eine weitere Empore ist über dem Eingangsportal angebracht.

## Glocken
Im Kirchturm hängt ein vierstimmiges Bronzeglockengeläut aus dem Jahr 1955, gegossen von der Saarlouiser Glockengießerei in Saarlouis-Fraulautern, die von Karl (III) Otto von der Glockengießerei Otto in Bremen-Hemelingen und dem Saarländer Alois Riewer 1953 gegründet worden war. Die Bronzeglocken haben folgende Schlagtönen: e′ – fis′ – gis′ – h′. Sie haben folgende Durchmesser: 1259 mm, 1121 mm, 999 mm, 874 mm. Das Geläut hat ein Gesamtgewicht von 3520 kg.

## Orgel

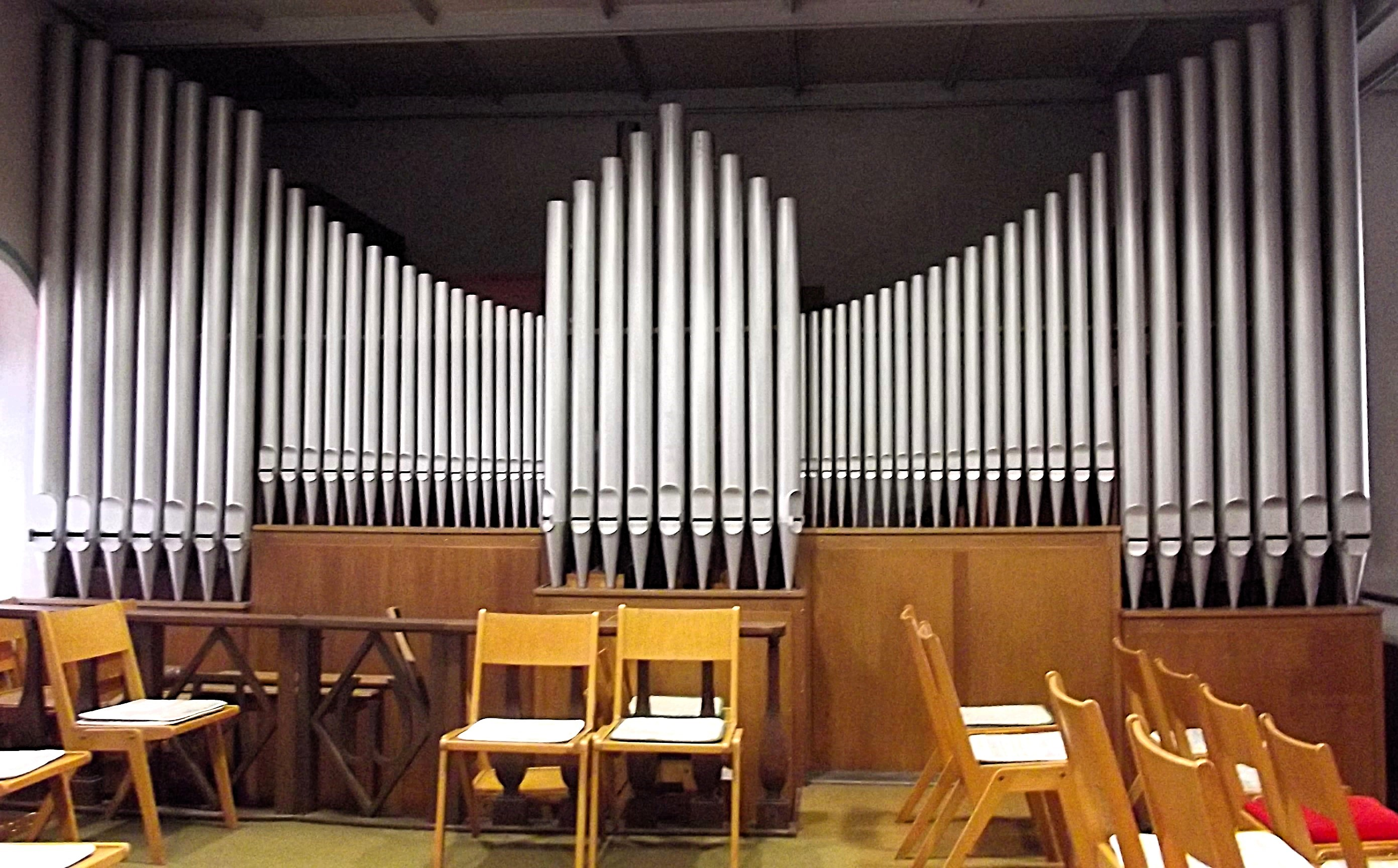
Orgelprospekt

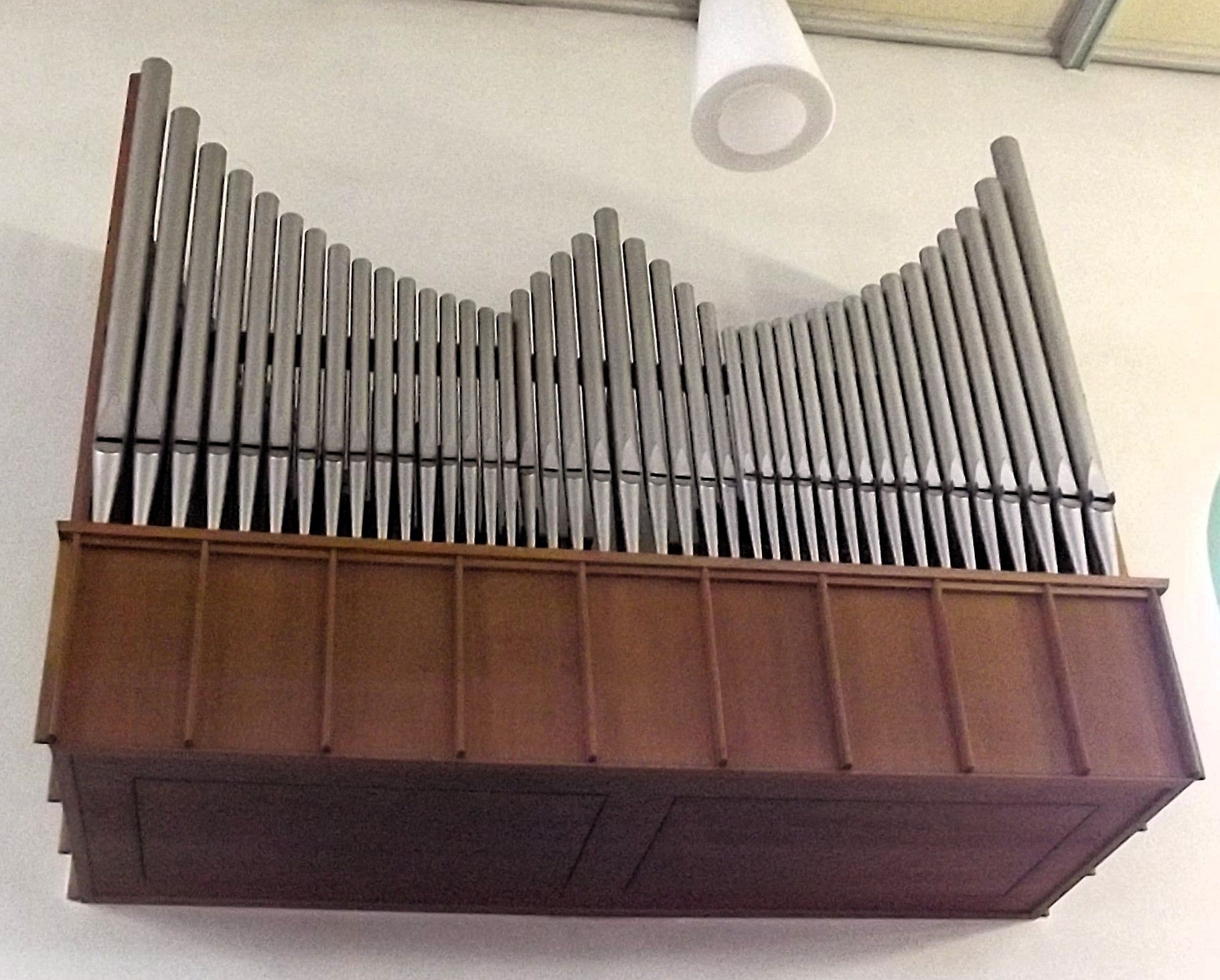
Schwalbennest

Die Orgel der Kirche wurde im Jahr 1956 von der Orgelbaufirma Weise (Plattling) erbaut.
Im Jahr 1973 wurde das Positiv durch Orgelbaumeister Herbert Schmidt (Mersch/Luxemburg) von der hinteren Empore an die Südwand des Kirchenschiffes versetzt und außerdem die gesamte Orgel einer Reinigung unterzogen. Im Jahr 1977 behob Schmidt einen offenbar vorsätzlich verursachten Wasserschaden, der durch Einbringen von Flüssigkeit in die Pfeifenbohrungen der Prospektlade am Hauptgehäuse entstanden war.
Das Instrument verfügt über 24 (25) Register, verteilt auf drei Manuale und ein Pedal. Die Spiel- und Registertraktur ist elektropneumatisch. Die Disposition lautet wie folgt:
| I Hauptwerk C–g3 |               |       |
| 1.               | Gedackt       | 16′   |
| 2.               | Prinzipal     | 8′    |
| 3.               | Gemshorn      | 8′    |
| 4.               | Oktave        | 4′    |
| 5.               | Querflöte     | 4′    |
| 6.               | Mixtur III-IV | 1 ⁄3′ |

| Positiv C–g3 (Schwalbennest) |                  |    |
| 7.                           | Rohrflöte        | 8′ |
| 8.                           | Quintade         | 8′ |
| 9.                           | Prinzipal        | 4′ |
| 10.                          | Lieblich Gedackt | 4′ |
| 11.                          | Nachthorn        | 2′ |
| 12.                          | Cimbel III       |    |

| III Schwellwerk C–g3 |                   |       |
| 13.                  | Gedackt           | 8′    |
| 14.                  | Salicional        | 8′    |
| 15.                  | Blockflöte        | 4′    |
| 16.                  | Singend Prinzipal | 2′    |
| 17.                  | Sesquialter II    | 2 ⁄3′ |
| 18.                  | Scharff III       | 1′    |
| 19.                  | Trompete          | 8′    |

| Pedal C–f1 |              |                               |
| 20.        | Subbaß       | 16′                           |
|            | Gedackt      | 16′ (Windabschwächung Subbaß) |
| 21.        | Prinzipalbaß | 8′                            |
| 22.        | Gedacktbaß   | 8′                            |
| 23.        | Choralbaß    | 4′                            |
| 24.        | Fagott       | 16′                           |

- Koppeln: II/I, III/I, III/II, I/P, II/P, III/P
- Spielhilfen: 2 freie Kombinationen, 2 freie automatische Pedalkombinationen (jeweils 1 für II und III), Tutti, Zungengeneralabsteller